# Ceratocapsus fanseriae
Ceratocapsus fanseriae är en insektsart som beskrevs av Knight 1930. Ceratocapsus fanseriae ingår i släktet Ceratocapsus och familjen ängsskinnbaggar. Inga underarter finns listade i Catalogue of Life.